# Pilar Garriga i Anguera
Pilar Garriga i Anguera (Poblenou, Barcelona, 30 de juliol de 1956) és una traductora i escriptora catalana.
És llicenciada en filologia catalana a la Universitat de Barcelona i diplomada en traducció d'idiomes per a l'EUTI i en magisteri a l’Escola de Mestres de Sant Cugat (UAB).
Com a novel·lista, ha escrit Un estiu a Borneo (2003). Els mateixos personatges protagonitzen també les novel·les L’home del bosc (2005), Un estiu a Tacugama (2009) i Un estiu al Priorat (2014). Un estiu al Delta (2020), Anem a caçar bolets (2021).
Com a traductora, ha treballat per a diverses editorials, com ara Joventut, Zendrera Zariquiey, Grijalbo Mondadori, Edicions 62, Edicions B i Ediciones Serres i Norma Editorial, traduint més de quatre-centes obres de l'anglès i francès al castellà i català.
També ha col·laborat en els llibres col·lectius de narrativa i poesia Galeria Ebrenca (Aeditors/Serret bloc 2009), L'arbreda Ebrenca (March Editor 2010), Poesia a la Frontera (March Editor 2011), Tren de Val de Zafán (Gara d'Edizions 2011), Autisme. Trenquem el silenci amb la poesia (Viena Edicions 2014), Font de paraules (Llibreria Atzavara grup 2015), IX Mostra oberta de poesia d'Alcanar (Alcanar 2018) i X Mostra oberta de poesia d'Alcanar (Alcanar 2019).

## Obres publicades
- Un estiu a Borneo[4] (Barcanova, 2003)
- L'home del bosc[5] (Barcanova, 2005)
- Un estiu a Tacugama,(Barcanova, 2009)
- Un verano en Borneo, (Anaya, 2009)
- Un estiu al Priorat, (Ònix, 2014)
- Un estiu al Delta (Onix 2020)
- Anem a caçar bolets (Scribo 2021)